# Thorvald Strömberg
Lennart Thorvald Strömberg (* 17. März 1931 in Kirkkonummi; † 9. Dezember 2010 in Ekenäs) war ein finnischer Kanute und Olympiasieger.
Strömberg wuchs in Ekenäs auf und arbeitete dort als Fischer. 1950 reiste der damals 19-Jährige erstmals ins Ausland, um in Dänemark an der Weltmeisterschaft im Kanusport in Kopenhagen teilzunehmen. Er gewann die Goldmedaille im Einer-Kajak über 10.000 Meter; ein Erfolg, den er acht Jahre später bei der WM in Prag wiederholte.
Bei den Olympischen Sommerspielen 1952 in Helsinki konnte er die Goldmedaille im Einer-Kajak auf 10.000 m erpaddeln und zusätzlich die Silbermedaille auf 1.000 m, nur geschlagen von dem Schweden Gert Fredriksson.
Strömberg war viele Jahre lang der Vorsitzende des Kanuvereins Wågen in seiner Heimatstadt und war dort auch als Unternehmer im Bereich Dieselmotoren tätig.